# Allium schoenoprasum
Allium schoenoprasum (Carl von Linné, 1753) este o plantă erbacee, perenă, mică și robustă, de genul Allium, în familia Amaryllidaceae, înrudită cu Allium cepa (ceapa), fiind denumită în popor arpagic ceapă perenă pitică, ceapă pitică, cepșoară, civetă, ceapă de tuns, harpagică sau sibulet.

## Taxonomie

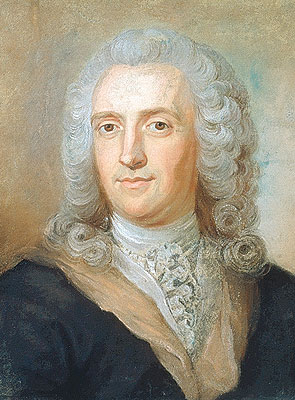
C. Linné

Numele binomial a fost determinat drept Allium schoenoprasum de renumitul savant suedez Carl von Linné în volumul 1 al operei sale Species Plantarum din 1753.
Toate celelalte încercări de redenumire sunt accepte drept sinonime, dar nu sunt folosite.
Epitetul specific este derivat din cuvintele grecești (greacă σχοῖνος= pipirig) și (greacă πράσο= praz), datorită aspectului.

## Istoric
Este o plantă introdusă în cultură pe teritoriul european încă din Evul Mediu, chiar dacă creșterea ei sălbatică datează de peste 5000 de ani. Originea plantei este încă necunoscută, în prezent se consideră că provine din regiunea Asiei Centrale.

## Habitat
Ceapa perenă se dezvoltă în zonele temperate din Europa, Asia, și America de Nord. Este singura specie din genul Allium care este nativă atât Lumii Noi cât și celei Vechi.

## Descriere
Este o plantă perenă. Bulbii săi mici (2-3cm), albi și alungiți, și frunzele subțiri și tubulare se dezvoltă grupat la baza tulpinii. Tulpinile sunt tubulare și pot crește până la  45 cm lungime. Frunzele de arpagic pot fi tăiate la nivelul solului pentru a fi folosite la condimentarea mâncărurilor. Florile au șase petale de câte 1-2 cm și sunt grupate într-o inflorescență liliachie, cu o formă sferică, densă și atrăgătoare. Semințele sunt produse într-o capsulă cu trei valve care se maturează în timpul verii. 
Deși planta este un insecticid în general datorită producerii de compuși sulfurici, florile ei atrag albinele și sunt deseori cultivate pentru a atrage polenizatorii. Floarea de ceapă perenă produce o cantitate mare de nectar, fiind in topul primelor 10 plante cu cel mai mare randament de nectar în Marea Britanie. Ca atare, florile sunt foarte căutate de polenizatori.

## Cultivare
Ceapa perenă este cultivată atât pentru uz culinar, cât și ornamental, florile uscate fiind folosite în buchete deoarece nu își pierd prea mult pigmentul.
Ceapa perenă preferă un sol mai uscat, bogat în materie organică, cu un pH de 6-7 și mult soare. Poate fi crescută din semințe plantate direct în sol primăvara și se maturează vara. Temperatura de germinare este de 15 până la 20 °C în sol umed. Planta se poate propaga și prin transplantarea bulbilor.
În regiunile reci, ceapa perenă este una dintre primele plante care apare primăvara, uneori chiar când mai este zăpadă pe pământ. 

## Utilizări

### Artă culinară
Toate părțile plantei sunt comestibile. Se poate folosi interșanjabil cu ceapa verde. 

### Pesticid
Ceapa perenă are proprietăți de insecticid și poate fi plantată în grădină în acest scop.

### Cultură
Romii din România s-au folosit de ceapa perenă la ghicit. Se credea că un mănunchi de ceapă perenă uscată atârnat în jurul unei case ar alunga boala și răul.

## Specii înrudite (selecție)
- Allium ampeloprasum sin. Allium porum, L., 1753, (praz)
- Allium ampeloprasum var. ampeloprasum, L. 1753, denumit în popor usturoi de Albania,[17] este o plantă perenă. Are o tulpină înaltă, solidă, înflorită și frunze late și plate. Aroma este mai blândă decât usturoiul și planta poate fi consumată crudă în salate, prăjită sau sote, dar, în general, nu înlocuiește usturoiul convențional la gătit.[18]
- Allium angulosum, L. 1753, denumit în popor ceapa cioarei sau pur de baltă,[17] este o plantă erbacee perenă care atinge de obicei înălțimi de creștere de 20-35 cm, ocazional până la 50 cm. Tulpina fără frunze este unghiulară cu muchii ascuțite spre vârf. Frunzele plate, îngust-lineale și bazale sunt, spre deosebire de prazul de viță de vie, ascuțit înclinate pe partea inferioară. Nu se formează un bulb de ceapă.[19]
- Allium ascalonicum, L. 1756, (ceapă franțuzească, hașmă, șalotă, eșalot)
- Allium carinatum sin. Allium fuscum, L. 1753, denumit în popor aiul cioarei (ciorii),[20] este o plantă perenă, erbacee, care atinge înălțimi de creștere între 30 și 60 cm. Acest geofit produce un singur bulb mic, rareori de peste 15 mm lățime. Frunzele sunt liniare cu o lățime de 2-4 mm, fiind plate, jgheburoase și nervurate la margine precum chiulite pe partea inferioară. Nu sunt goale, dar țesutul are ocazional goluri. Florile violete până la violet-roșiatice se dezvoltă pe pedicule lungi, atârnând adesea în jos.[21]
- Allium fistulosum, L. 1753, denumit în popor ceapă de câmp sau ceapă de tuns,[20] este o plantă erbacee, perenă și atinge o înălțime de 30 cm până chiar la 100 cm. Frunzele sunt rotunde și goale pe dinăuntru, tulpina fiind umflată și rotundă în secțiune transversală. Florile cu o dimensiune de 1 cm sunt albe.[22]
- Allium flavescens, Besser 1821, denumit în popor aișor sau ceapă sălbatică,[20] are bulbi conici, negricioși, de 5-7,5 mm lățime, cu o tulpină subțire, dreaptă, adesea întortocheată, ușor nervurată, de 10-30 cm înălțime. Frunzele de 7,5 mm lățime sunt filiforme, semicilindrice, scobit canelate, peduncul fiind zvelt, ușor canelat, erect, adesea sinuos și cu o inflorescență sferică sau semisferică cu multe flori care formează o umbrelă. Ceapa sălbatică trăiește din România și Bulgaria până în Siberia.[23]
- Allium lusitanicum, Lam. 1783, sin. Allium montanum F.W.Schmidt 1793, denumit în popor ceapa cioarei, cocoșelsau usturoi de munte,[20] este o plantă erbacee, perenă care atinge de obicei înălțimi de 10-40 cm, rar chiar până la 70 cm. Ceapa dispusă orizontal una în spatele celeilalte se formează ca organe durabile. Bulbii au un diametru de 0,9-1,2 cm în diametru, fiind ovoidali sau slab conici. Cojile cepei sunt subțiri și puțin rupte în fibre. Tulpina prezintă muchii ascuțite, mai ales în vârf.[24]
- Allium oleraceum, L. 1753, denumit în popor ai sălbatec[20] este o plantă erbacee, perenă ce atinge o înălțime de 20 până la 70 cm. Formează unul sau mai mulți bulbi în formă de ou care au aproximativ 1,2-2 cm lungime și un diametru de 1-1,5 cm. Coaja exterioară este de culoare maronie până la cenușie, cea interioară de ceapă este albă până la brun deschis. Tulpinile de 5 mm lățime sunt dure, tijele fiind emisferice sau grosolan plate cu partea inferioară aspră, dar nu tubulare. Când planta înflorește sunt de obicei ofilite.[25]
- Allium rotundum, L. 1762, denumit în popor usturoi țigănesc,[20] este o plantă erbacee, perenă care ajunge până la o înălțime de 30-80 cm. Ceapa este înconjurată de mai mulți bulbi laterali negricioși cu tulpini lungi. Frunzele sunt înguste, lanceolate, asemănătoare ierbii cu o lățime de până la 10 mm. Inflorescența este remarcabil de densă, având o formă caracteristică alungită, datorită tulpinilor florale alungite prin florilor centrale. Florile sunt de un colorit purpuriu închis.[26]
- Allium sativum, L. 1753, (usturoi, ai turcesc, mujdei)[20]
- Allium tuberosum, L. 1753, denumit în popor ceapă chinezească,[27] amintește pe exterior foarte mult de planta aici descrisă, dar per total este puțin mai mare. Este o plantă anuală până la bienală care poate atinge până la 50 cm înălțime. Formează tuberculi cilindrici cu o dimensiune de până la 10 mm cu o membrană de culoare mată, galbenă până la galben-maronie. Florile sunt albe în formă de stea. Este folosit în principal în bucătăria din Asia de Est. Are mai mult gust de usturoi decât de arpagic, dar este mult mai blând.[28]
- Allium ursinum, L. 1753, (leurdă, usturoi sălbatic sau usturoiul ursului),[27]  este o plantă erbacee, perenă.[29]
- Allium victorialis, L. 1753, denumit în popor ceapa cioarei sau ceapă de munte,[27] este o plantă perenă, erbacee, care atinge o înălțime de 30-60 cm. Acest geofit are un bulb ascendent oblic, aproape cilindric, cu coaja exterioară fibroasă, dar pe dinăuntru cărnoasă, cu un miros și gust de usturoi. Frunzele sunt împărțite într-un pețiol scurt și un limb de frunze. Limbul simplu, întreg al frunzei este lanceolat sau eliptic, cu o lungime de 10-20 cm cu o lățime de 3-6 cm. Numeroasele flori sunt în inflorescență dense, globulare, umbelifere, fără bulbi de puiet.[30]
- Allium vineale este o plantă erbacee perenă, care atinge o înălțime de 30-120 cm. Frunzele deși similare sunt mult mai bine definite și mai fibroase. Floare de obicei este formată dintr-un mănunchi de bulbili. Această plantă hibernează vara, după înflorire până în octombrie.

## Galerie de imagini

### Allium schoenoprasum

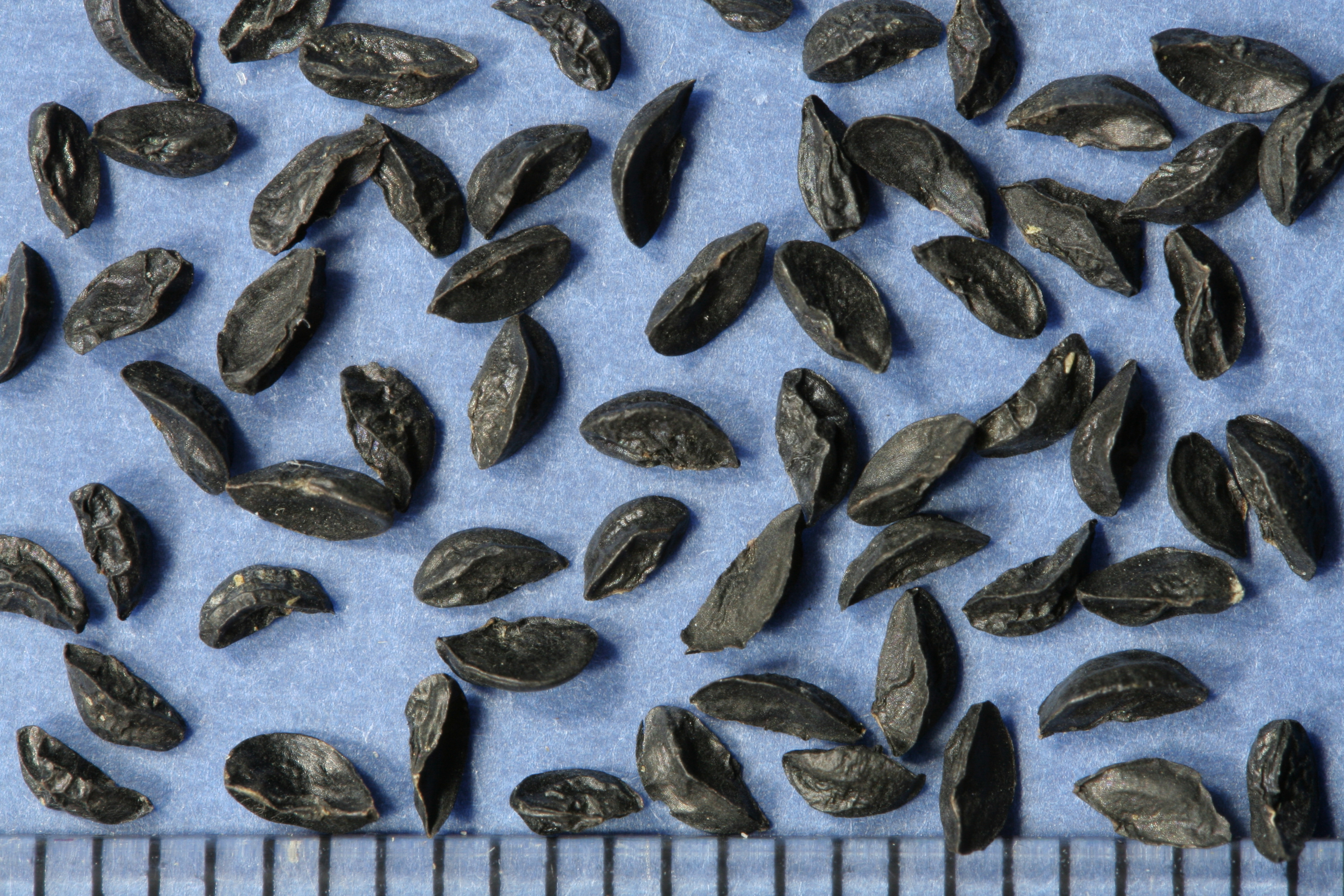
A. schoenoprasum, semințe
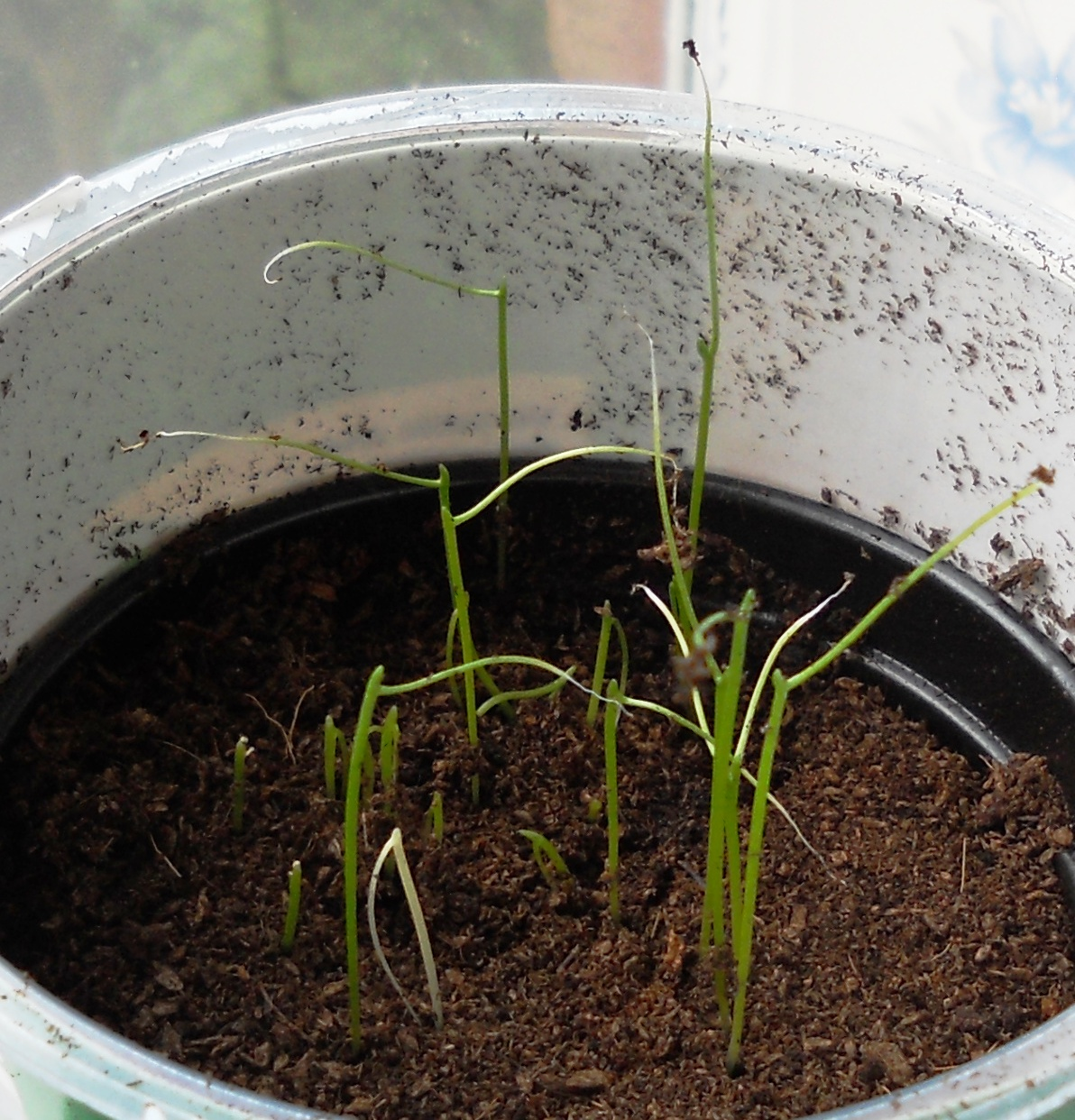
A. schoenoprasum, germinare
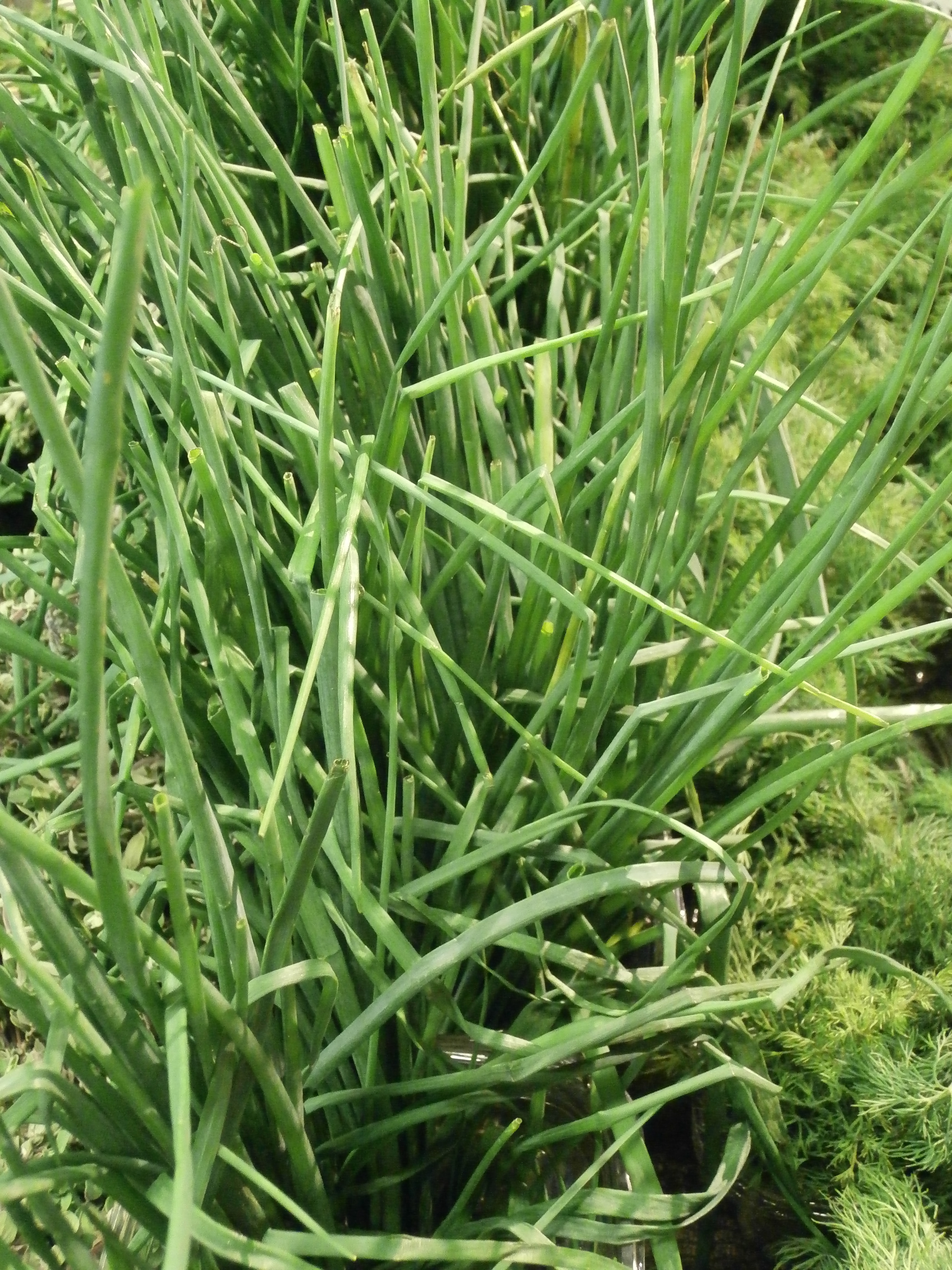
A. schoenoprasum, plantă
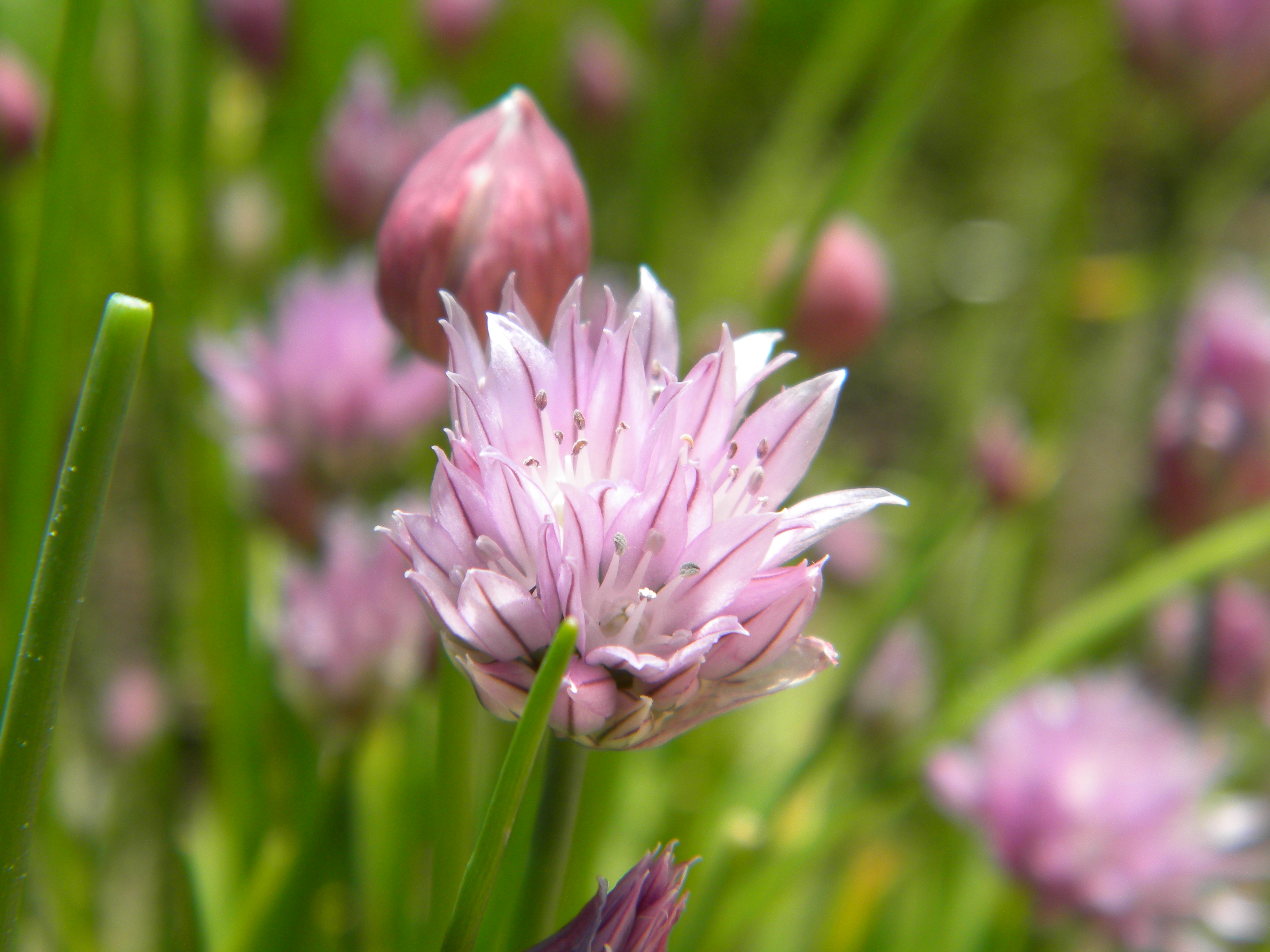
A. schoenoprasum, floare
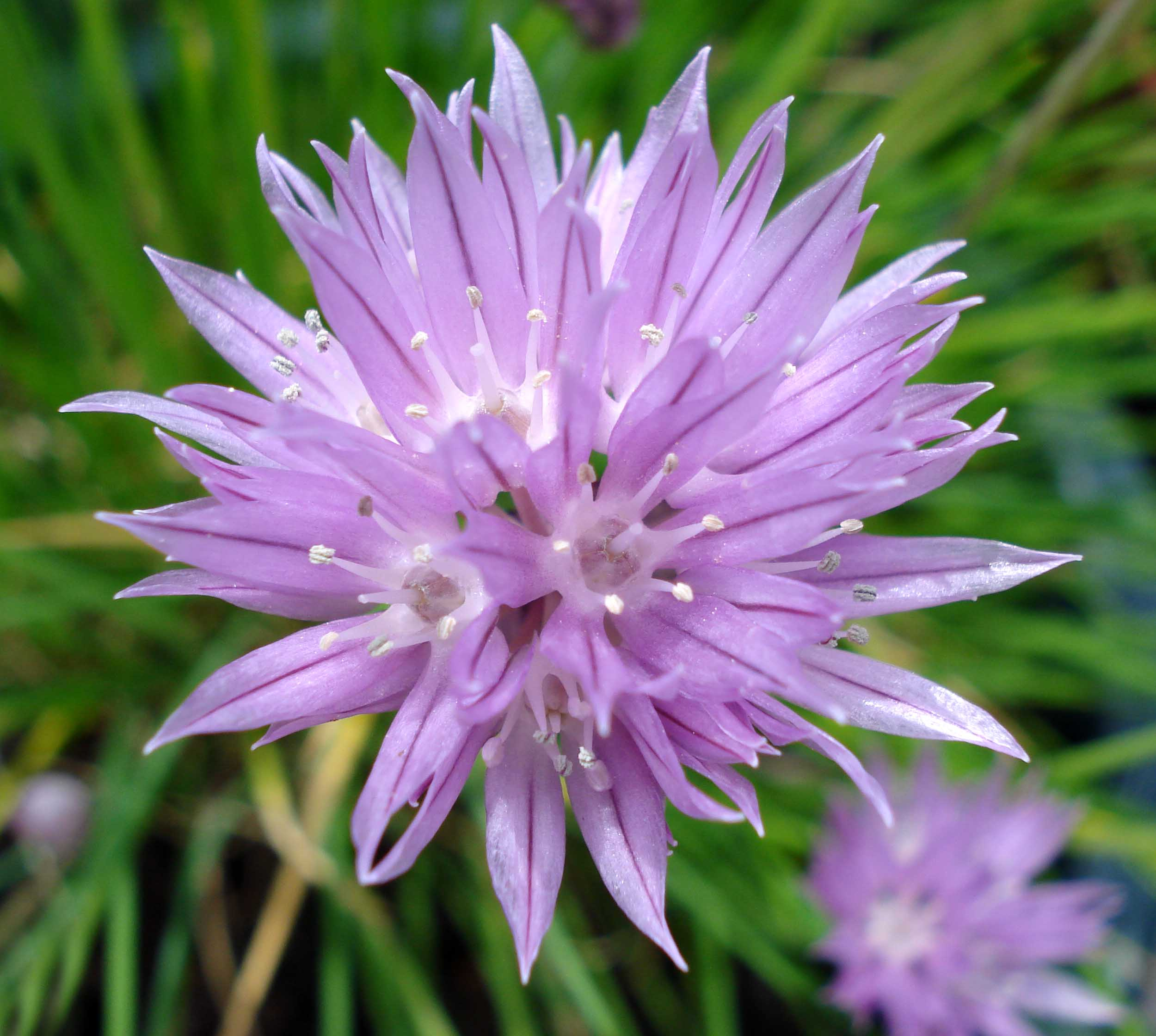
A. schoenoprasum floare complet deschisă

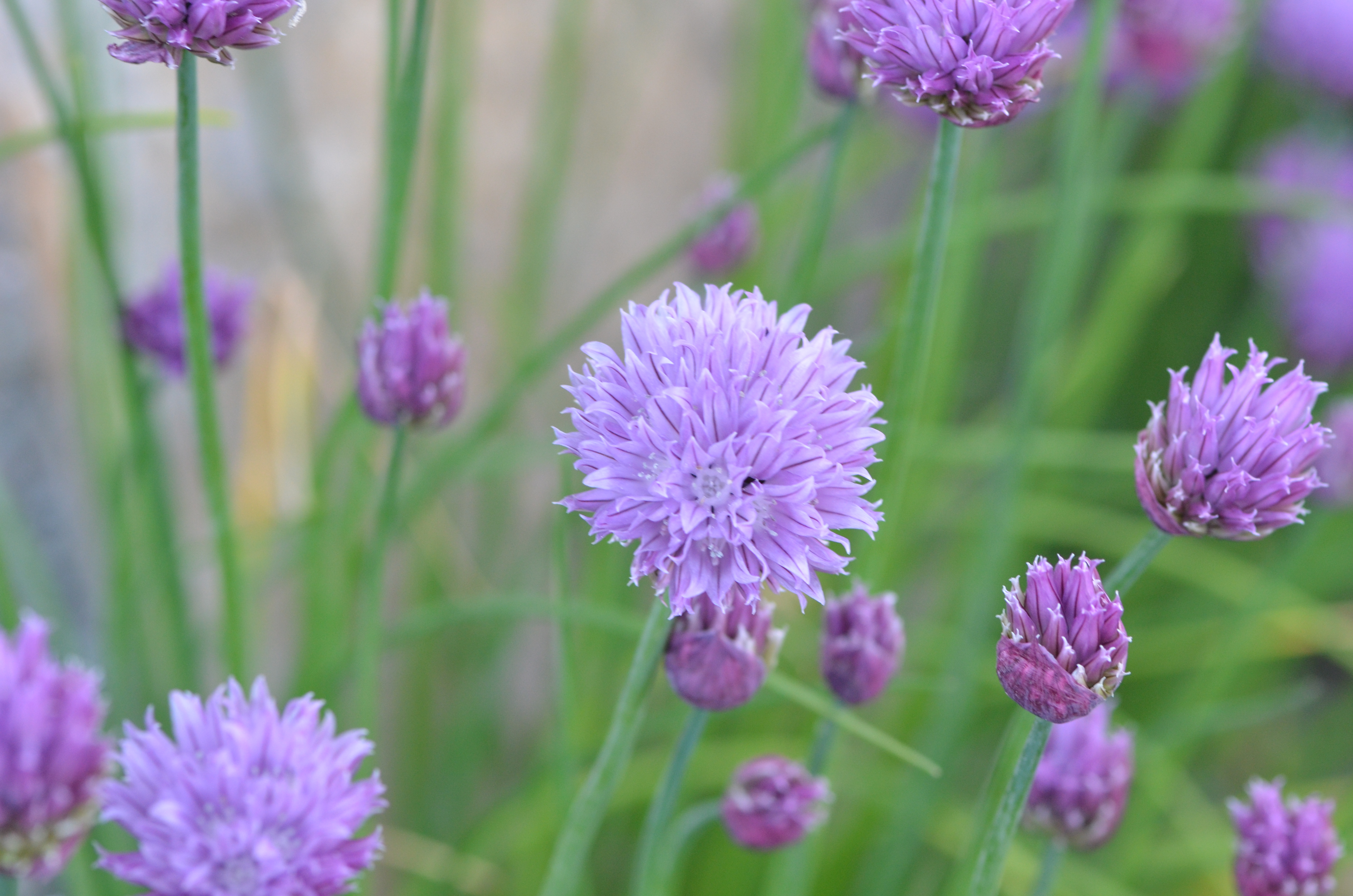
A. schoenoprasum, grup de flori
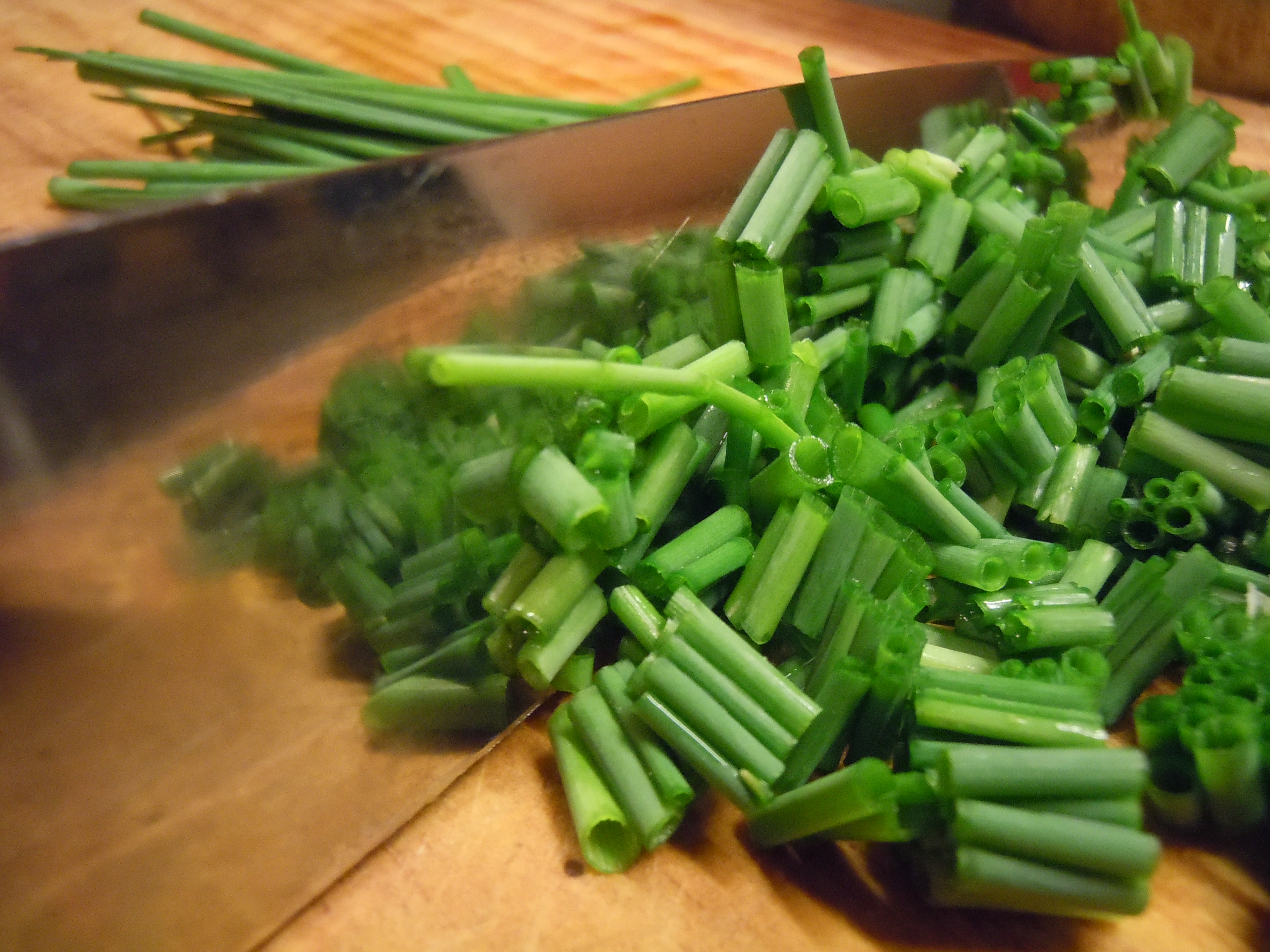
A. schoenoprasum tocat
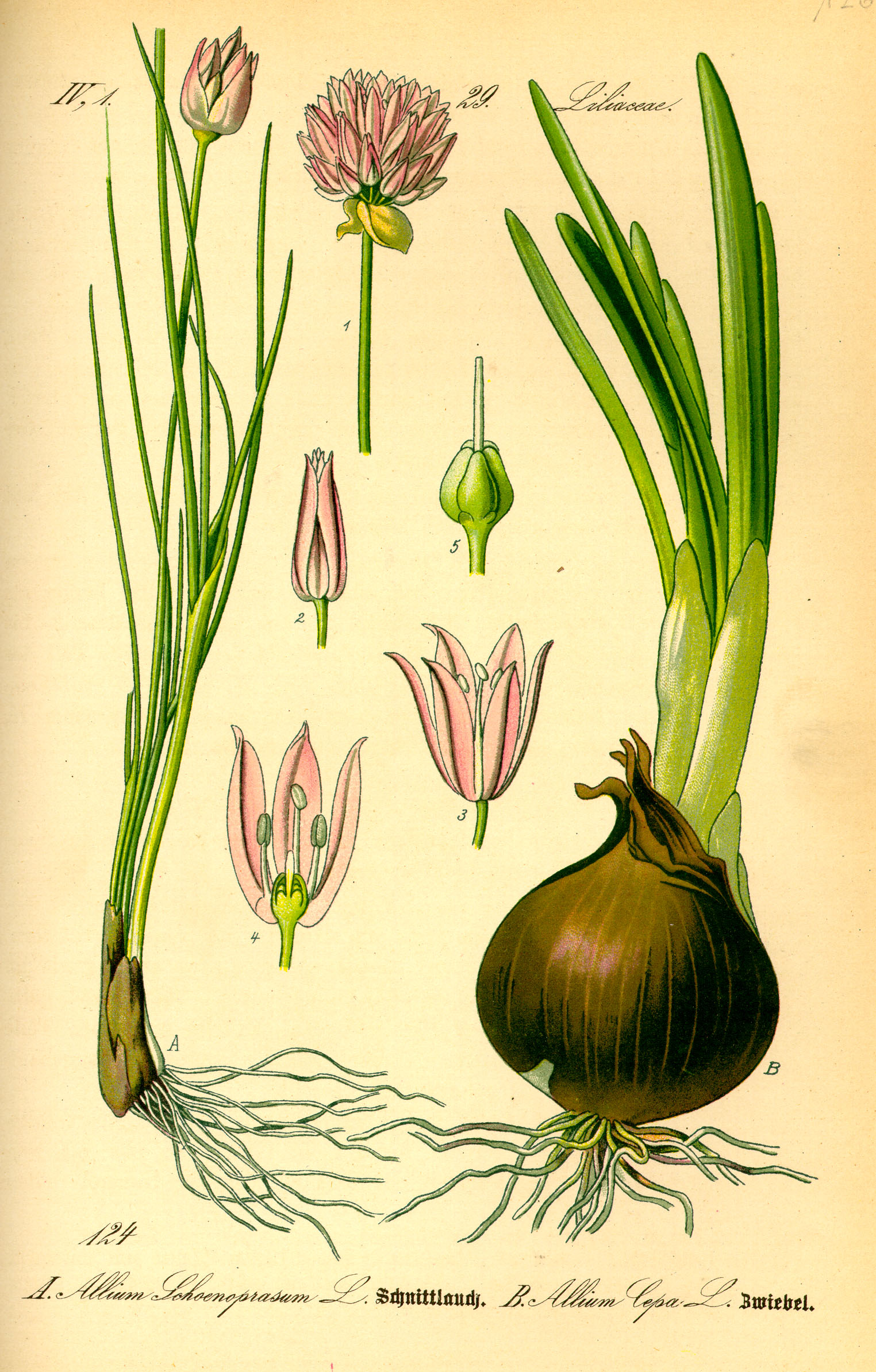
A. schoenoprasum și A. cepa

### Specii asemănătoare

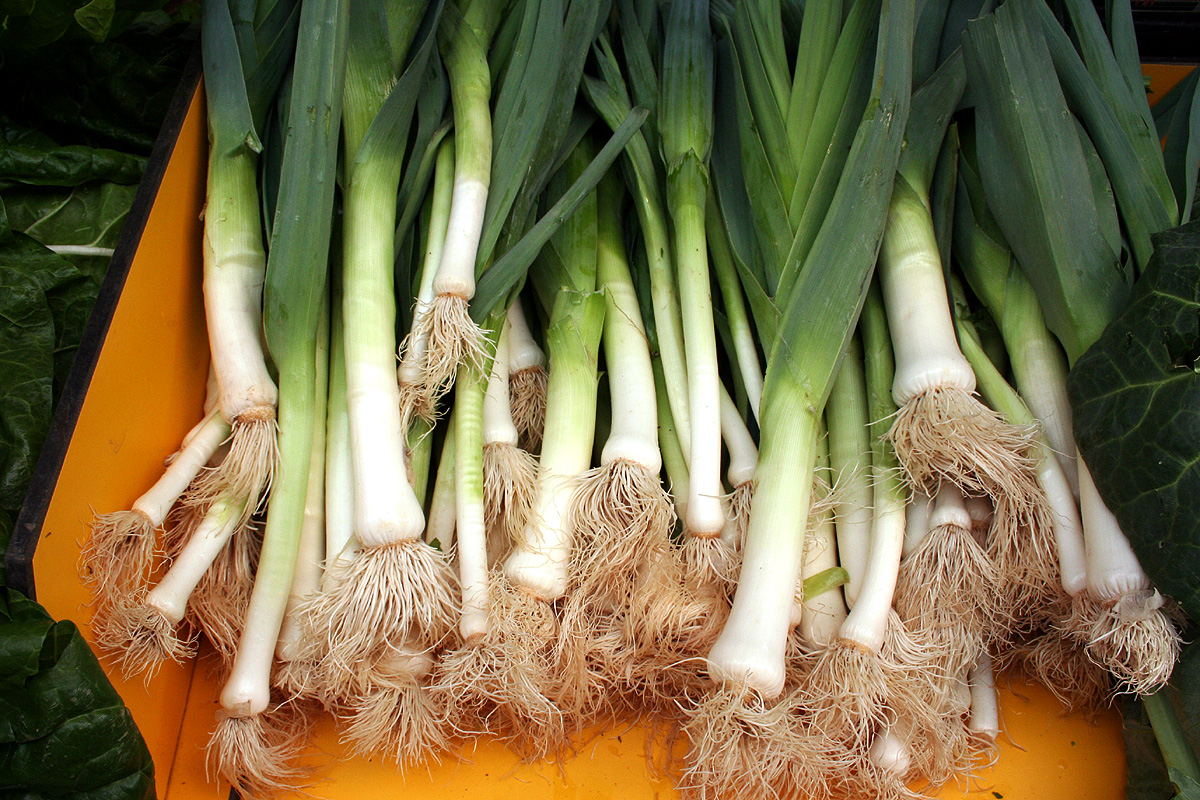
Allium ampeloprasum sin. Allium praso
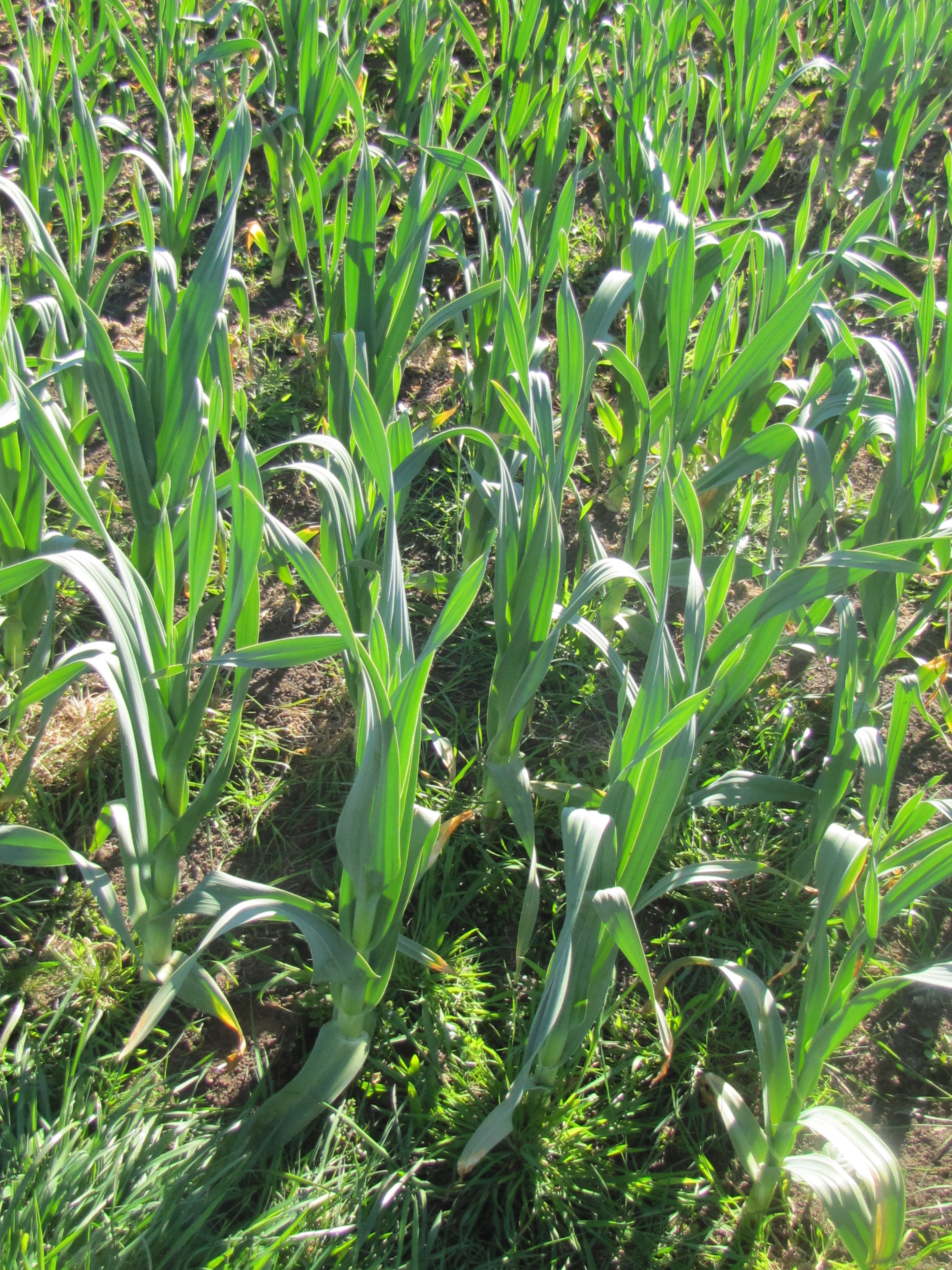
Allium ampeloprasum sin. Allium praso
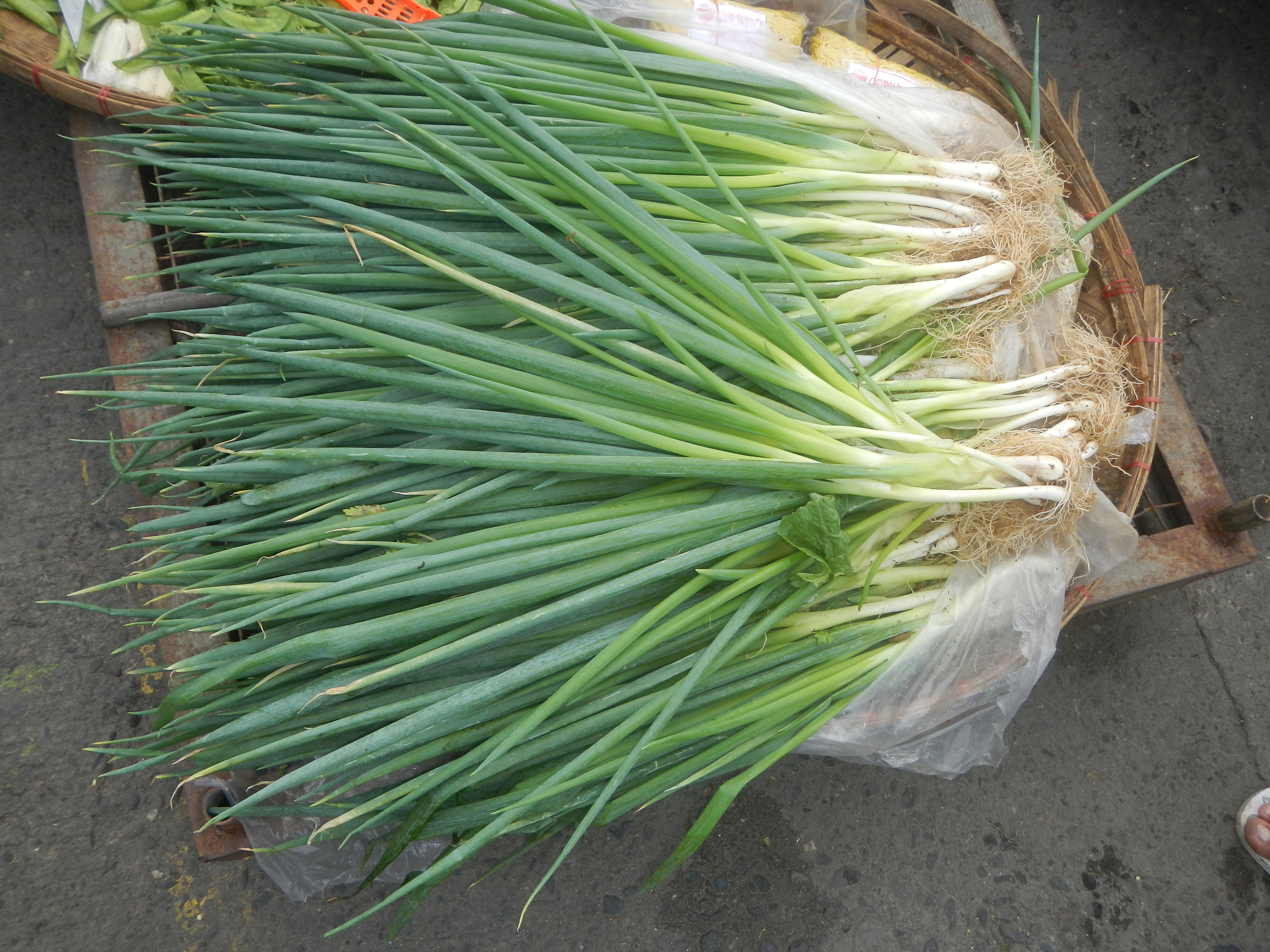
Allium ampeloprasum var. ampeloprasum
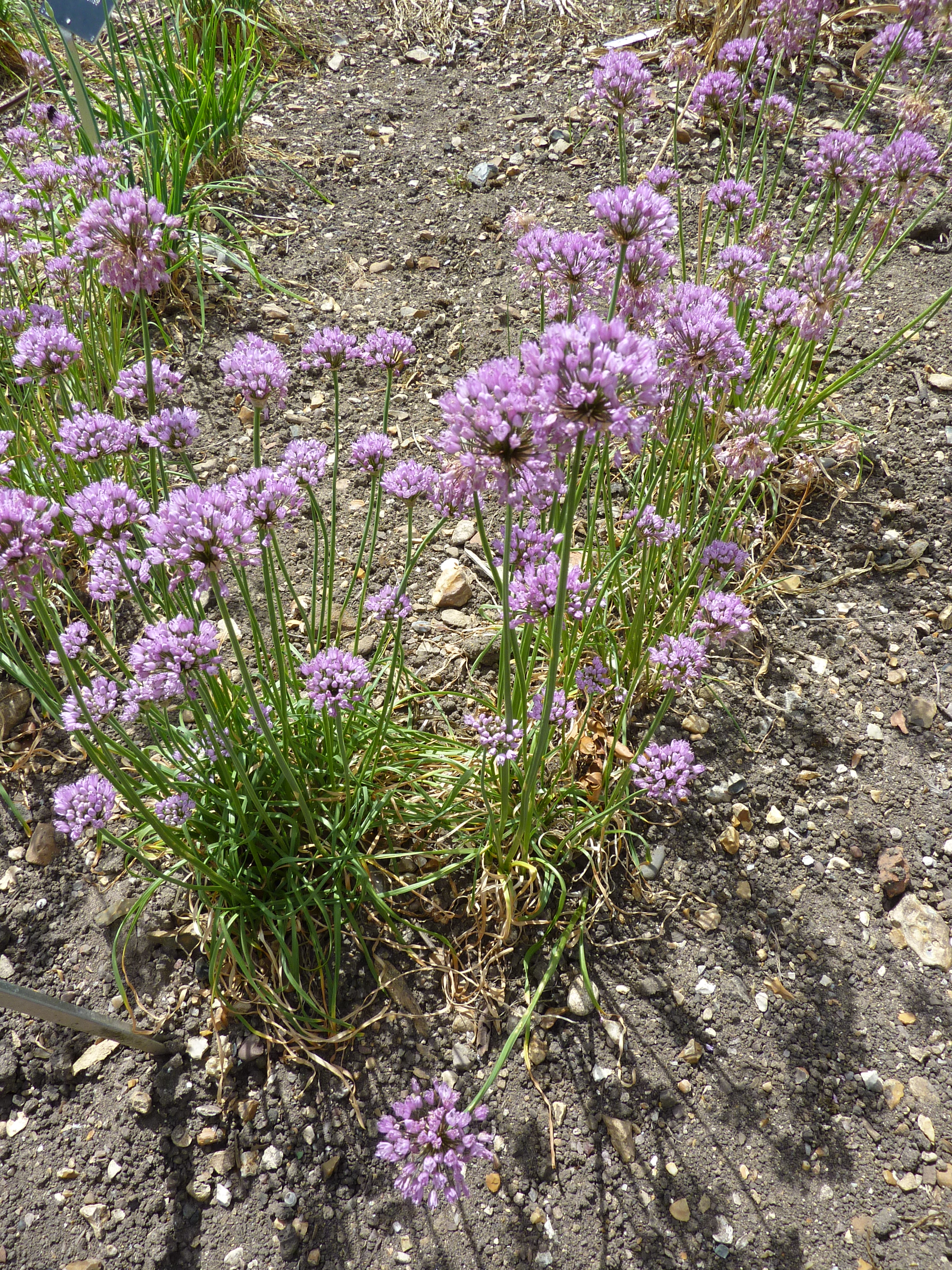
Allium angulosum
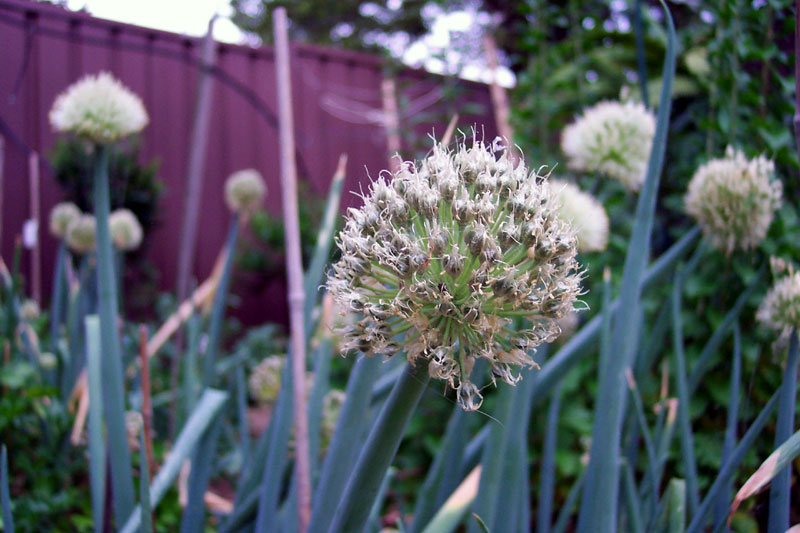
Allium ascalonicum
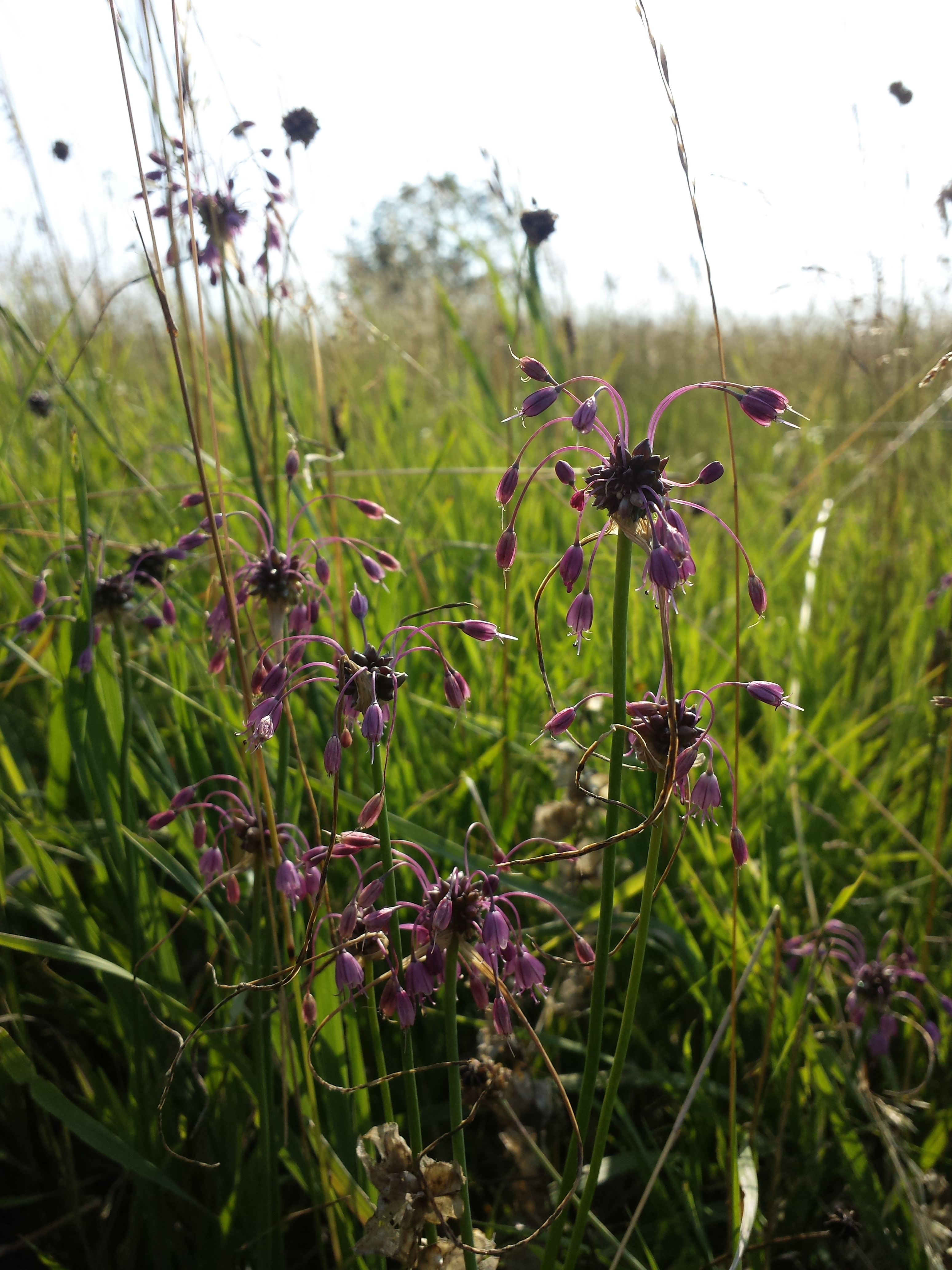
Allium carinatum sin. Allium fuscum

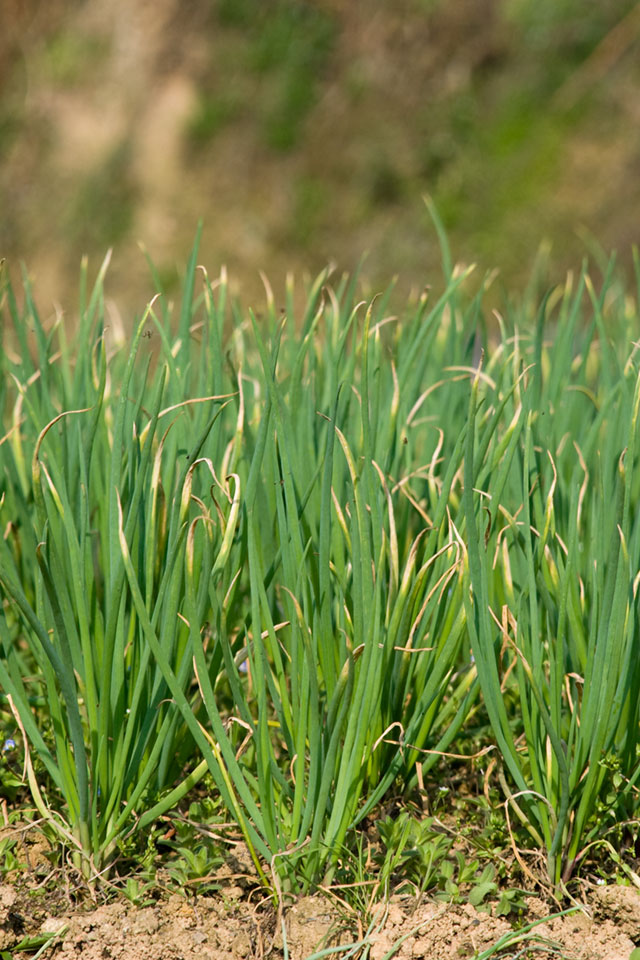
Allium fistulosum
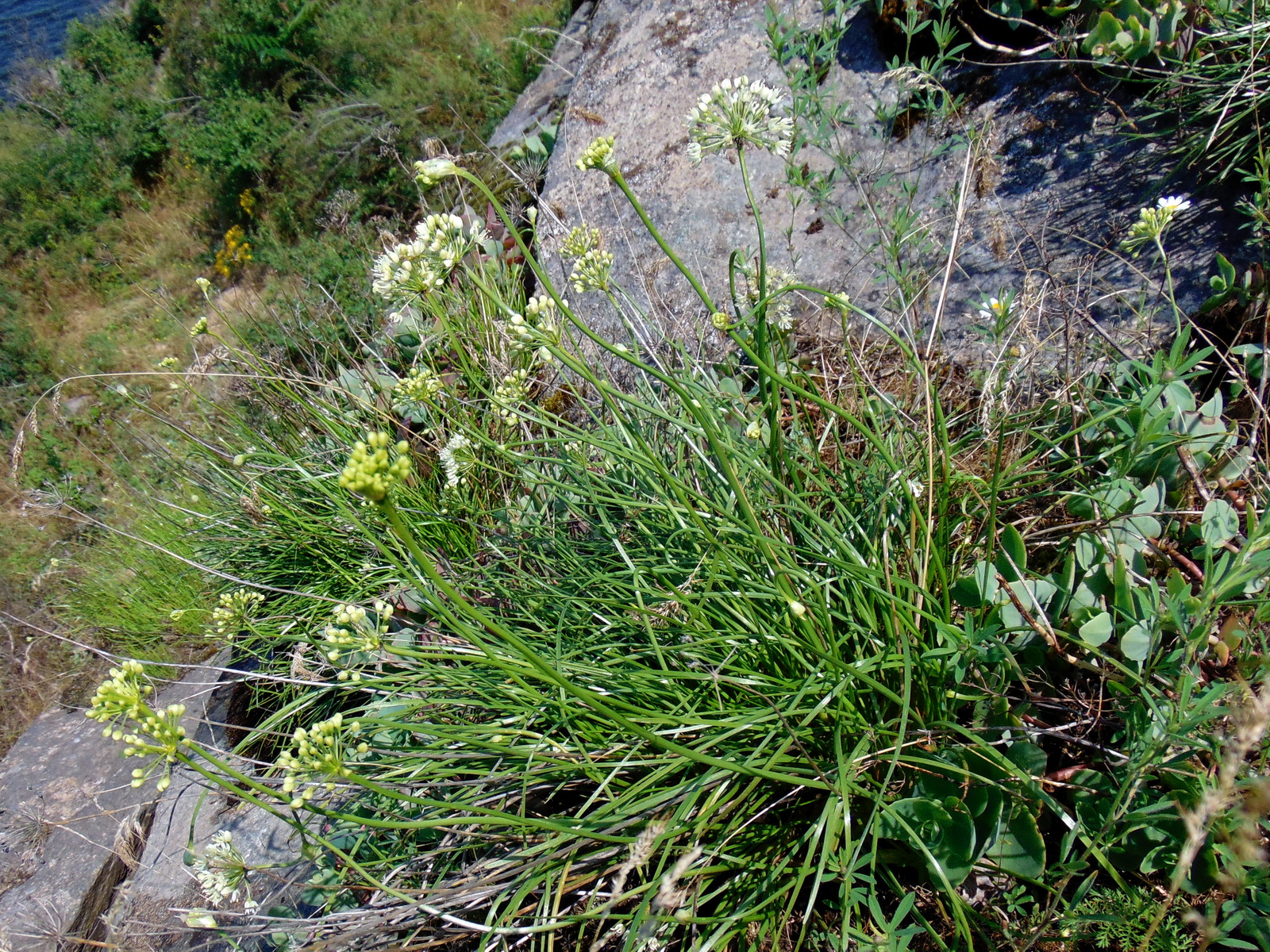
Allium flavescens
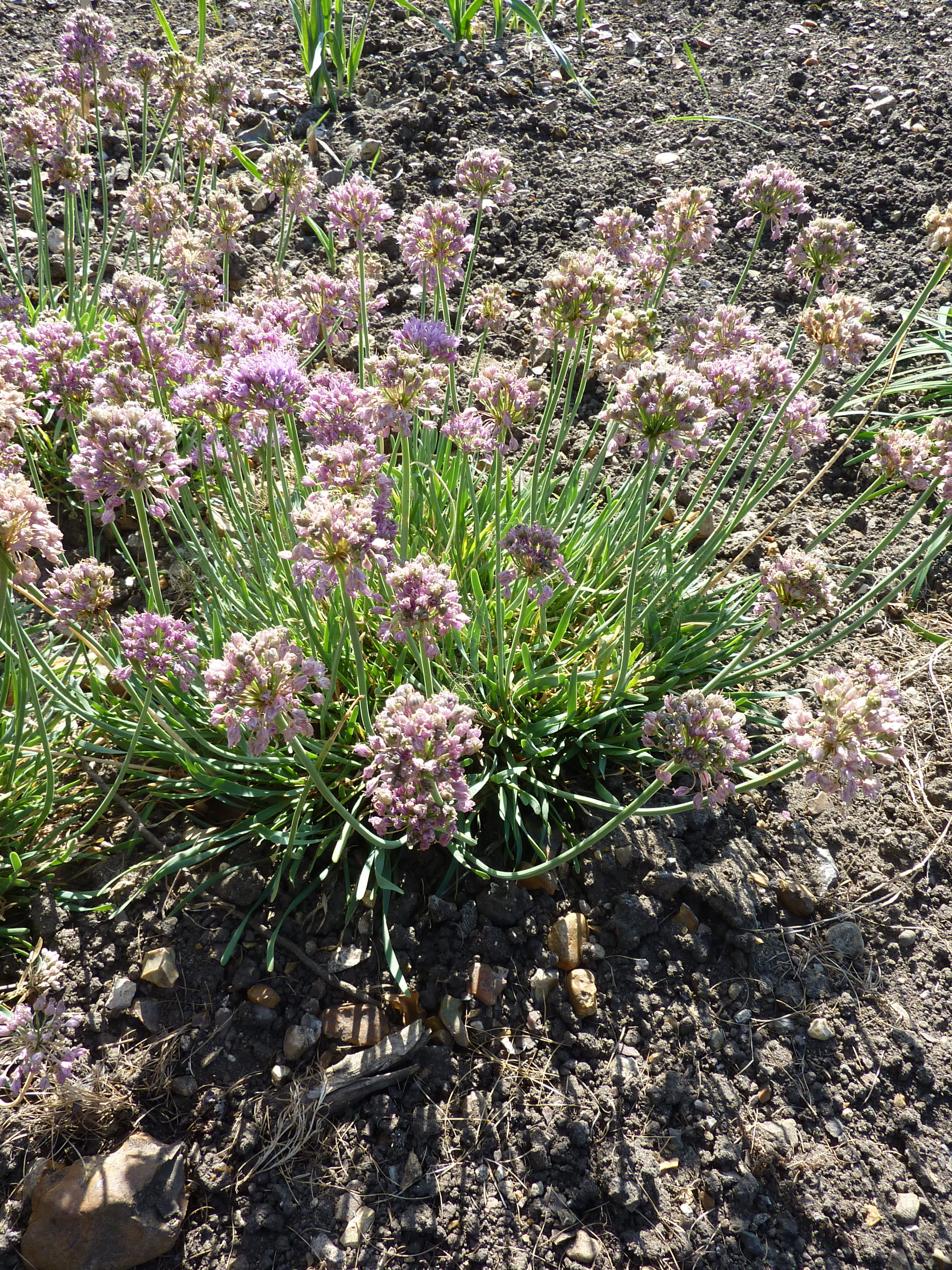
Allium lusitanicum sin. Allium montanum
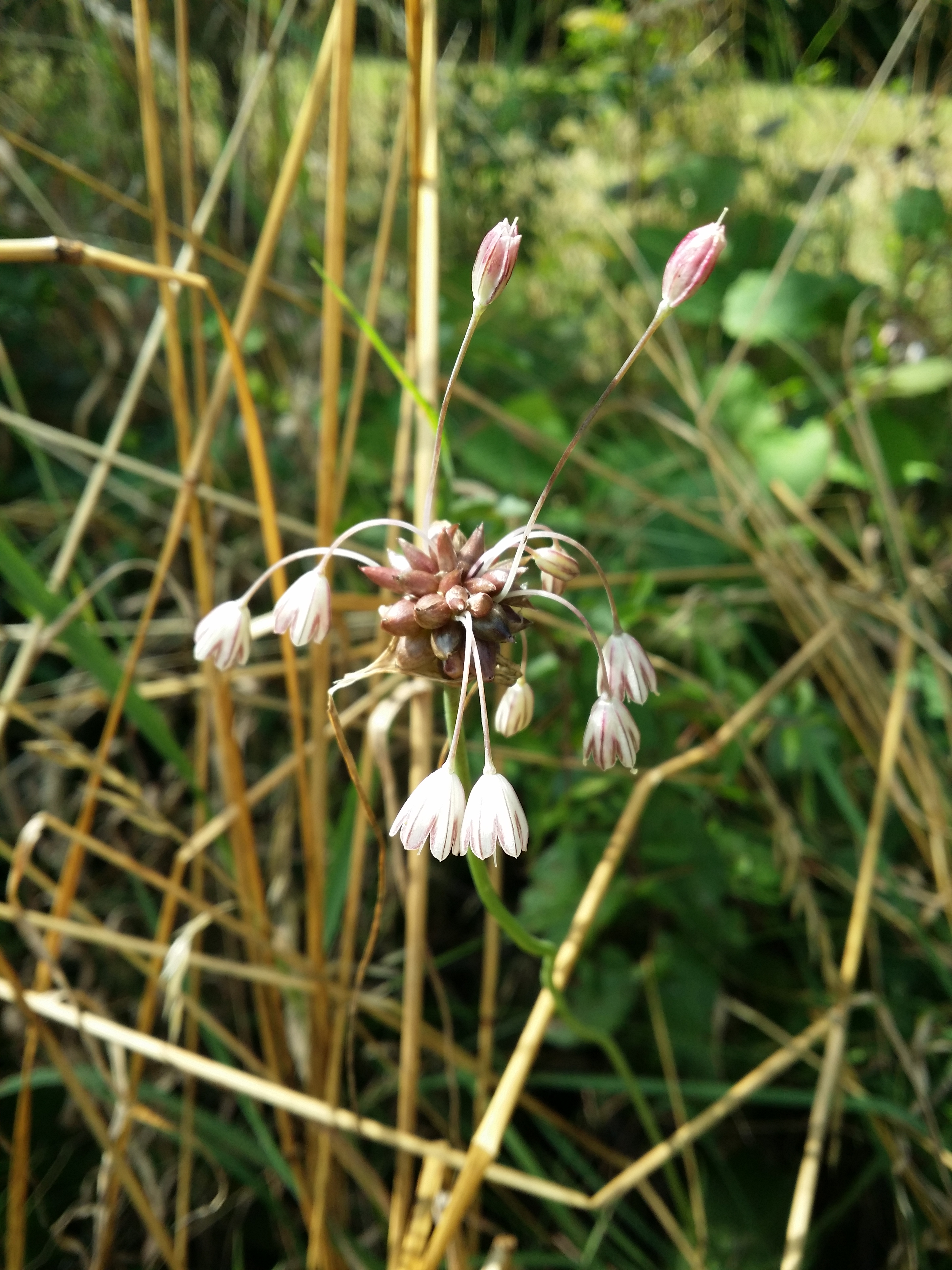
Allium oleraceum
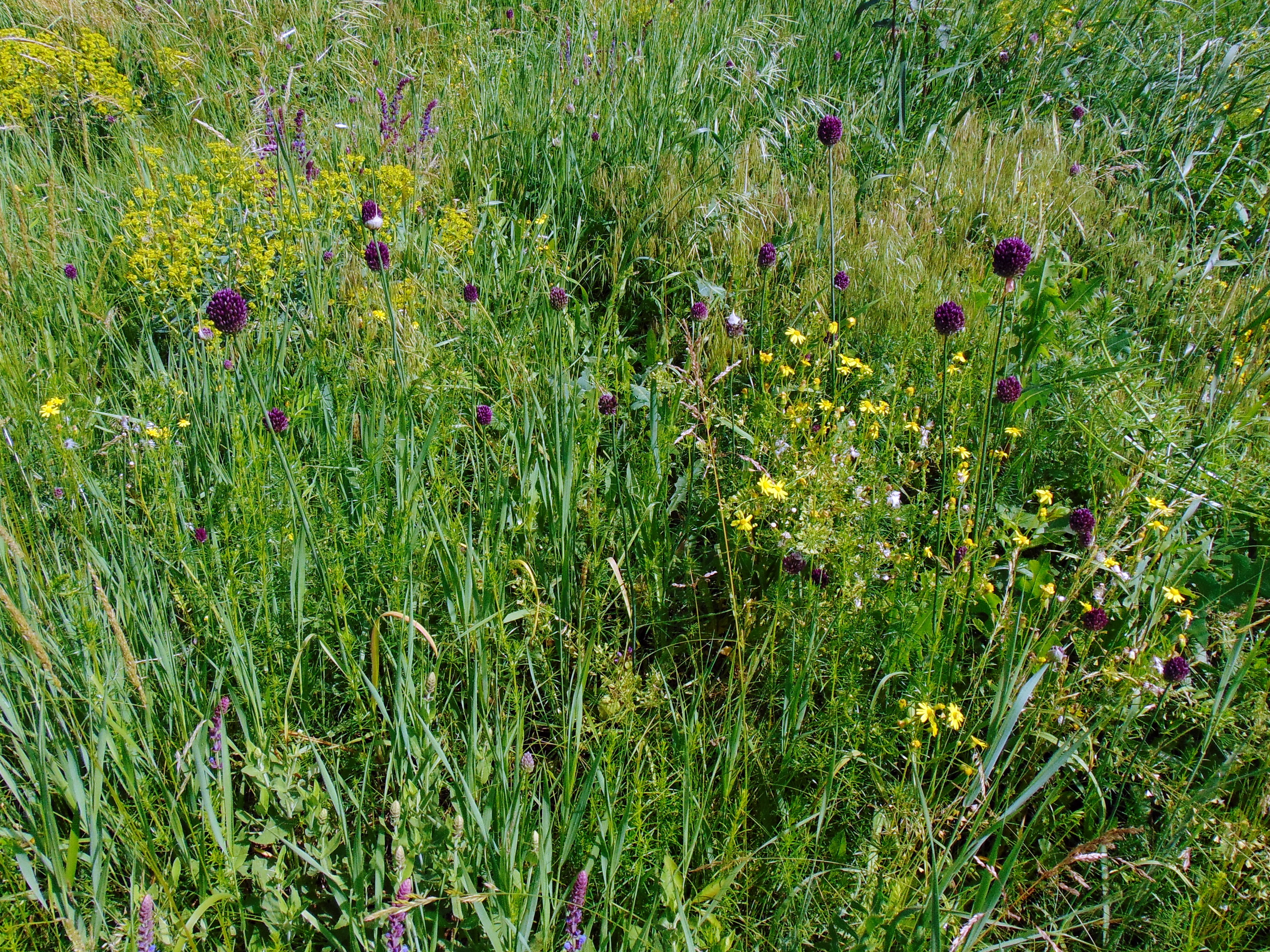
Allium rotundum
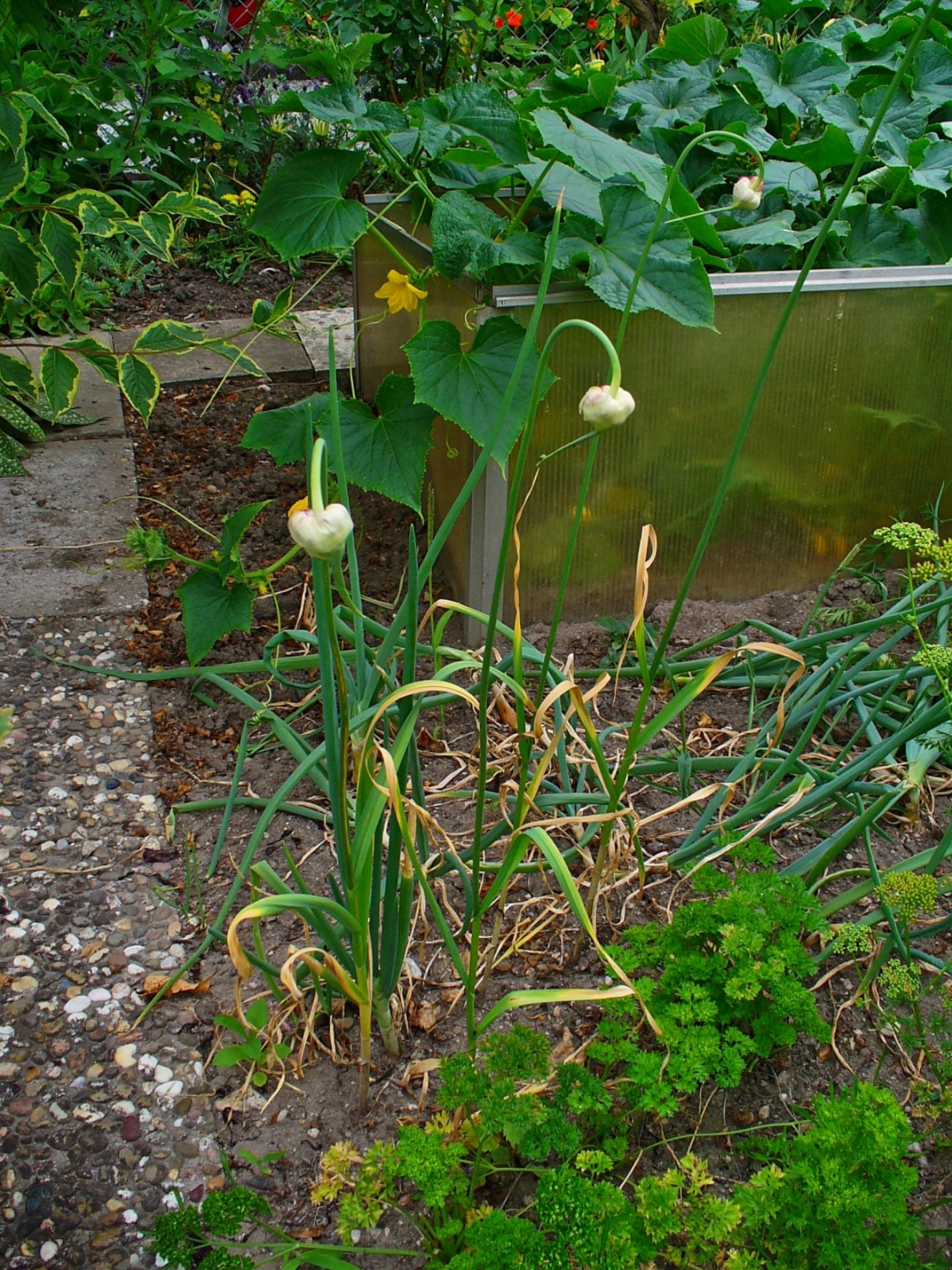
Allium sativum

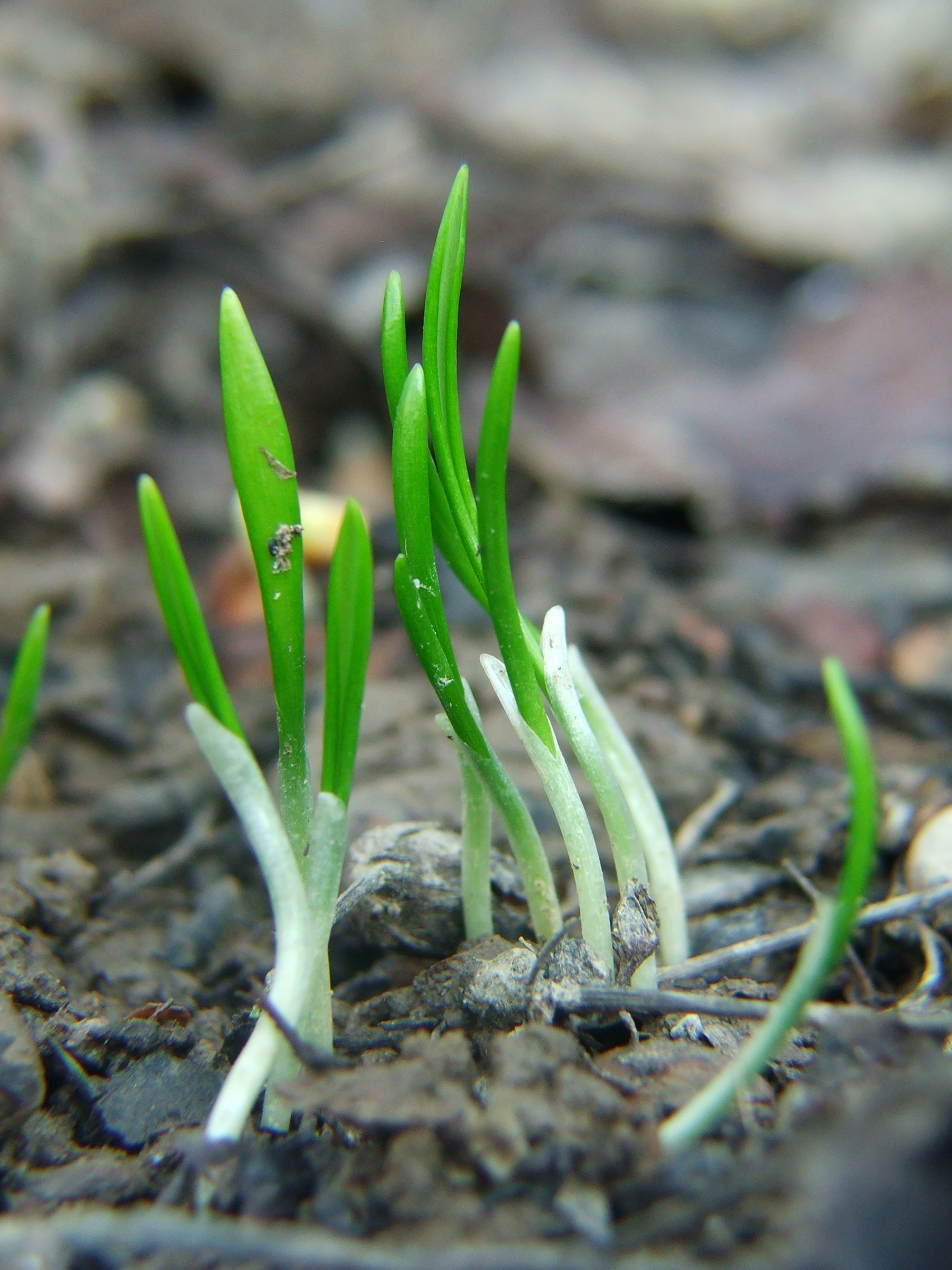
Allium ursinum tânăr
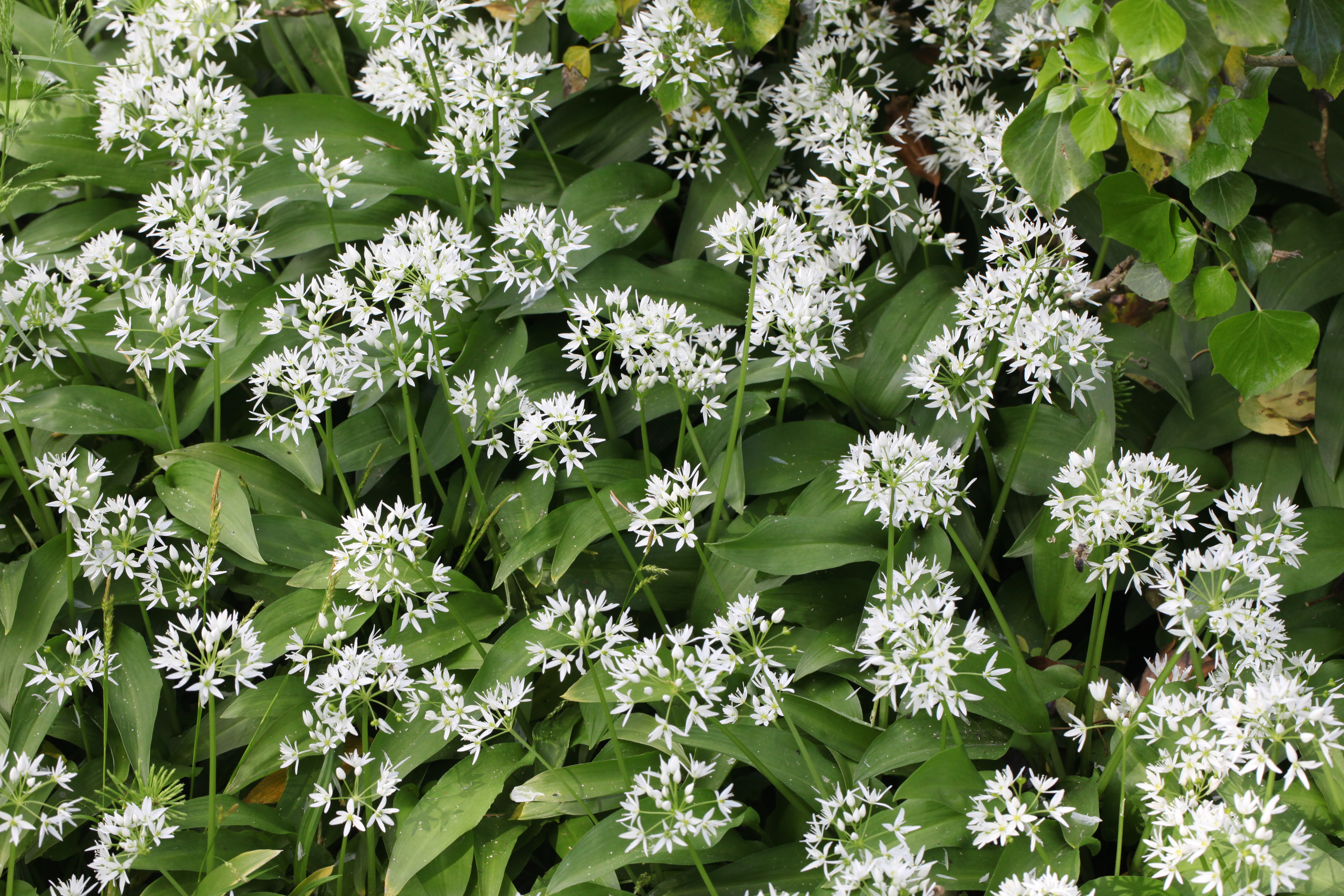
Allium ursinum
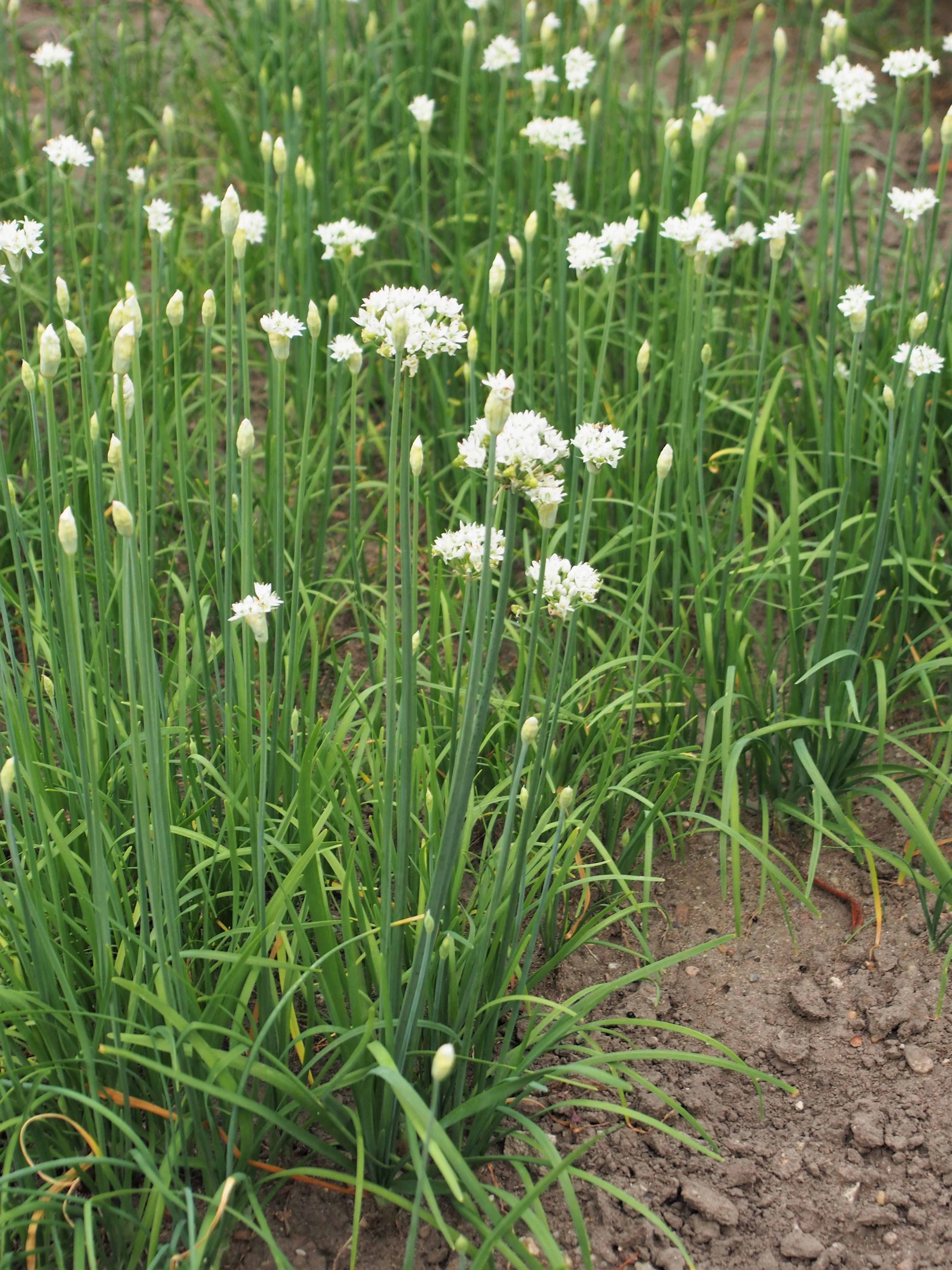
Allium tuberosum
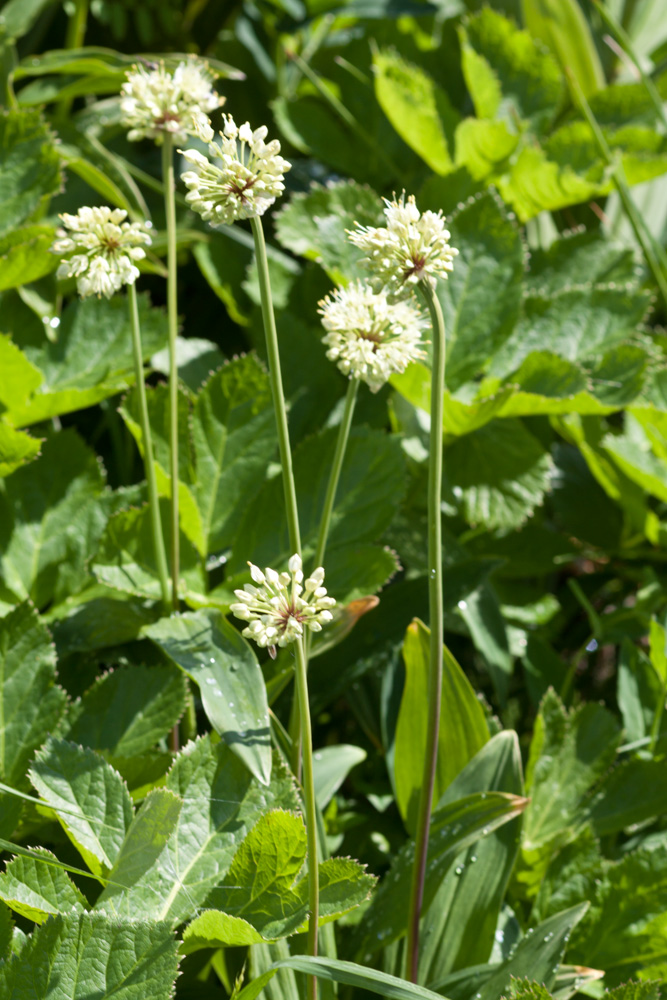
Allium victorialis